# 芦峅寺
芦峅寺（あしくらじ）は、富山県中新川郡立山町の地名で立山連峰の玄関口である。もとは神仏習合の形態であった当時の「雄山神社 中宮祈願殿」の寺名で、中宮寺とも呼ばれていた。
芦峅寺の門前は、昔から優秀な山案内人や山小屋経営者を多数輩出してきた。江戸時代から立山信仰の拠点として栄え、戦後は山岳ガイドの集落として知られた。
住民の名字は、そのほとんどが佐伯有頼による立山開山伝説に端を発する「佐伯」「志鷹」の2姓で占められている。そのため、住民同士が互いを呼び合う際には下の名前や屋号を用いることが多い。
なお、芦峅寺地内には、雄山神社や富山県立山博物館、国立立山青少年自然の家などがある。

## 立山ガイド
立山ガイドは江戸時代の立山修験（立山信仰）の「御師」に始まると考えられている。「立山曼荼羅」で多くの人を霊山立山に呼び、芦峅寺などにある宿坊に泊めた。
現在、登山者の間では立山町のガイドは「勇敢で登山者を命懸けで守る」と評判で、民間救助隊員として遭難救助に活躍した者も少なくない。幼いころから立山信仰とともに生き、山とともにある暮らしの中で山の知恵を学んでいった。
出身者の中には「剣の文蔵」と称された佐伯文蔵、南極での学術観測に協力した佐伯富雄などもいる。佐伯富雄は空気の湿り具合や雲の動き具合から嵐の前兆を察する能力にも優れていた。このようなカンは実際の入山で自然に培われていった。しかし、登山ブームが去ると立山ガイドの仕事も減り、すたれ始めた。
そうした中、富雄の長男佐伯高男は、1991年に立山ガイド協会の設立に参加。また自然教育機関「立山自然学校」で子供たちに自然の素晴らしさを伝える活動にも従事している。
映画「劔岳 点の記」では、立山ガイド協会会員が撮影支援に当たった。

## 布橋灌頂会
布橋灌頂会（ぬのばしかんじょうえ）というのは女人禁制だった霊山立山の代わりに架け橋を渡って極楽往生を願う立山信仰の伝統儀式だった。現在はイベントとして開かれている。
灌頂会は立山を登ることが許されなかった女性たちが、代わりにうば堂川にかかる布橋（うば堂御宝前＜ごほうぜん＞の橋、天の浮橋）と呼ばれる架け橋を渡って極楽往生を願う。閻魔堂で懺悔の儀式を行った後、教典に節を付けた仏教音楽「声明」や雅楽が流れる中、宿坊の僧侶（引導師）に導かれ、「あの世」と「この世」の架け橋とされる朱色の欄干の布橋（煩悩の数と同じ108枚の板で組まれている）に白い布を敷き、白装束を着た女人衆が白くて細い目隠しをしたまま、ゆっくりと渡る。悪人は龍が口を開けて待っている谷川に転落したという（この様子は立山曼荼羅にも描かれている）。橋の先にあるうば堂（現在は「遙望館」）に入り、閉め切られた堂内の暗闇の中、読経を行う。女人衆が目隠しを解くと目の前の壁の覆いが上がり、陽光に照らされた立山が目前に広がる趣向となっている。女性たちは静かに手を合わせ、心を新たにする。橋を渡って一旦「あの世」に入り、生まれ変わって「この世」に戻るという「疑死再生」の意味がある。
江戸時代後期は立山信仰の浸透とともに盛んに行われたが、明治の廃仏毀釈で廃止された。布橋は1970年に立山風土記の丘の一施設として復元された。1996年に国民文化祭の一環で復活。2005年以降は地元住民らによる実行委員会が中心となって開催されている。2014年には布橋灌頂会を130年ぶりに再現させたとして、「布橋灌頂会実行委員会」が、地域文化の発展に貢献した団体などに贈られる「サントリー地域文化賞」を受賞した。